# Estación de Courthézon
La estación de Courthézon es una estación ferroviaria francesa de la línea París - Marsella, situada en la comuna de Courthézon, en el departamento de Vaucluse, en la región de Ródano-Alpes. Por ella transitan únicamente trenes regionales. 

## Situación ferroviaria
La estación se encuentra en la línea férrea París-Marsella (PK 721,691). 

## Descripción
La estación se compone de dos andenes laterales y de dos vías. Se configura como un simple apeadero al estar cerrado el edificio para viajeros.

## Servicios ferroviarios

### Regionales
Los TER Ródano Alpes recorre el siguiente trazado:
- Línea Lyon - Aviñón.